# 萨雷古拉黄耆
萨雷古拉黄耆（学名：Astragalus pavlovianus）是豆科黄芪属的植物。分布于哈萨克斯坦等地，多生长在河滩沙地或石坡，目前尚未由人工引种栽培。

## 异名
- Astragalus pavlovianus Gamajun. var. longirostris S. B. Ho